# 문화방송 예능드라마
문화방송 예능드라마는 문화방송에서 방송되었던 드라마이다.

## 방송 시간
| 방송 채널 | 방송 기간                           | 방송 시간                            | 방송 분량               |
| --------- | ----------------------------------- | ------------------------------------ | ----------------------- |
| MBC TV    | 2017년 9월 15일                     | 매주 금요일 밤 9시 50분 ~ 10시 55분  | 65분                    |
| MBC TV    | 2017년 9월 22일                     | 매주 금요일 밤 9시 50분 ~ 10시 50분  | 60분                    |
| MBC TV    | 2017년 9월 29일 ~ 2017년 11월 24일  | 매주 금요일 밤 9시 50분 ~ 11시 5분   | 75분 (1, 2부 분할 방송) |
| MBC TV    | 2017년 12월 1일                     | 매주 금요일 밤 9시 25분 ~ 10시 40분  | 75분 (1, 2부 분할 방송) |
| MBC TV    | 2018년 10월 11일                    | 매주 목요일 밤 11시 10분 ~ 12시 35분 | 85분 (1, 2부 분할 방송) |
| MBC TV    | 2018년 10월 18일 ~ 2018년 10월 25일 | 매주 목요일 밤 11시 10분 ~ 12시 30분 | 80분 (1, 2부 분할 방송) |
| MBC TV    | 2018년 11월 1일 ~ 2019년 1월 24일   | 매주 목요일 밤 11시 10분 ~ 12시 25분 | 75분 (1, 2부 분할 방송) |

## 작품 리스트
- 《보그맘》 : 2017년 9월 15일 ~ 2017년 12월 1일
- 《대장금이 보고있다》 : 2018년 10월 11일 ~ 2019년 1월 24일